# José Boadella Humet
José Boadella Humet (Castellar del Vallés, 8 de febrero de 1792 - Barcelona, España; octubre de 1865) fue un militar y político español.

## Biografía
Natural de Castellar del Vallés, se alistó en el ejército durante la guerra de la Independencia española, combatiendo a los franceses a lo largo de Cataluña hasta ser apresado en la caída de Tarragona. Tiene calle dedicada en su pueblo natal, donde se alza la magnífica Casa Masaveu.
Tras volver a España, fue capitán y durante el Trienio Liberal participó en la supresión de partidas realistas. La reposición del absolutismo mediante la invasión de los Cien Mil Hijos de San Luis supuso su captura tras combatir en Vic y su purga como la de muchos otros militares liberales.
La vuelta al poder de los liberales con la muerte de Fernando VII de España lo devolvió al mando en el ejército, combatiendo en el ejército de Extremadura durante la primera guerra carlista y ganando la cruz laureada de San Fernando. En 1835 fue trasladado al de Zaragoza, donde siguió combatiendo a los carlistas ganando una segunda cruz y llegando al rango de teniente coronel. Ganó una tercera cruz y el rango de brigadier combatiendo a los carlistas en Burgos y Cantabria en 1838-1839
Fue nombrado gobernador militar de Pamplona en 1841, apartado por acusaciones de negligencia en su actuación contra el pronunciamiento conservador de Leopoldo O'Donnell ese año y repuesto al consolidarse la Regencia de Espartero y ser exonerado por la investigación resultante.
Desde la caída política de Espartero en 1843 fue mariscal de Campo. Fue nombrado segundo comandante general de la provincia de Zaragoza. Del 8 de marzo de 1847 al 16 de marzo de 1847 fue jefe político de la provincia de Zaragoza.
Durante la segunda guerra carlista participó en la supresión de los carlistas en Navarra. Al término de esta fue designado comandante general de Murcia.
Falleció en octubre de 1865.

## Condecoraciones
- Medalla del Sufrimiento por Ia Patria (1817).[2]
- Medalla de la Real y Militar Orden de San Hermenegildo (1830).[2]
- Medalla de Primera Clase de la Orden de San Fernando (1834).[2]
- Cruz de los defensores de Pamplona (1841).[2]
- Gran Cruz de la Real y Militar Orden de San Hermenegildo (1884).[2]
- Gran Cruz de la Real Orden Americana de Isabel la Católica (1845).[2]